# Munir El Kajoui
Pour les articles homonymes, voir Munir.
El Kajoui  Mohand Mohamedi est un nom espagnol. Le premier nom de famille, en général paternel, est El Kajoui ; le second, en général maternel, souvent omis, est Mohand Mohamedi.
Munir Mohand Mohamedi El Kajoui (en amazighe : ⵎⵓⵏⵉⵔ ⵎⵓⵃⴰⵏⴷ ⵎⵓⵃⴰⵎⴷⵉ ⵉⵍ ⴽⴰⵊⵡⵉ), couramment appelé « Munir », né le 10 mai 1989 à Melilla (Espagne), est un footballeur international marocain, jouant au poste de gardien de but au RS Berkane.
Passé par aucun centre de formation, il commence le football senior à l'UD Melilla avant de rejoindre le CD Numancia et ensuite au Málaga CF. Vainqueur du Trophée Zamora en 2020, il quitte l'Espagne pour une aventure à Hatayspor en Turquie. En 2022, il s'engage pour trois saisons à Al-Wehda FC.
Obtenant la nationalité marocaine en 2014, il est appelé pour la première fois en équipe du Maroc en 2015 par le sélectionneur Badou Zaki. Depuis, il participe à plusieurs compétitions majeures avec l'équipe nationale, dont les Coupes d'Afrique des nations 2017, 2019, 2021 et 2023. Il participe également aux Coupes du monde 2018 et 2022.

## Biographie

### En club

#### Naissance, enfance et formation à Melilla (1989-2014)
Munir naît le 10 mai 1989 à Melilla, une enclave espagnole située au nord du Maroc. Il grandit dans cette ville au sein d'une famille rifaine amazighophone de trois garçons originaire de Beni Chiker, un village situé dans la province de Nador, étant le village voisin de Melilla. Son père, Mohammed El Kajoui, restaurateur et ancien gardien amateur, se marie dans son village et décide de s'installer dans la ville voisine de Melilla en 1980. Munir possède depuis son plus jeune âge uniquement la nationalité espagnole à cause de problèmes administratifs,. Une grande partie de la famille El Kajoui est installée aux Pays-Bas, issue de la diaspora marocaine aux Pays-Bas.
Étant encore jeune, il joue souvent au quartier Barrio Virgen de la Victoria avec ses amis dans les rues de Melilla. Beaucoup complimenté pour son talent de gardien, Munir finit par commencer le football dans le club amateur du CD Goyu Ryu. Très apprécié par les clubs amateurs, il passe par plusieurs autres clubs dont l'AD Ceuta en 2008 et l'UD Almería en 2009.
En 2010, il rejoint l'UD Melilla qui le forme alors en tant que joueur amateur espagnol en héritant du no 1. De 2010 à 2014, il dispute 74 matchs en tant que titulaire en troisième division espagnole. Le 1er novembre 2012, il dispute son premier match en Coupe d'Espagne contre le Levante UD sous la houlette de l'entraîneur Juan Moya (victoire, 1-0).

#### Découverte du football professionnel au CD Numancia (2014-2018)
Le 19 juin 2014, il signe un contrat libre de deux saisons au CD Numancia en Liga 2. Il rejoint ainsi une tanière sous les ordres de l'entraîneur Juan Antonio Anquela qui forme une paire de défenseur devant le gardien composée de Mickael Gaffoor (es), Juanma Marrero (es) et hérite du no 13.

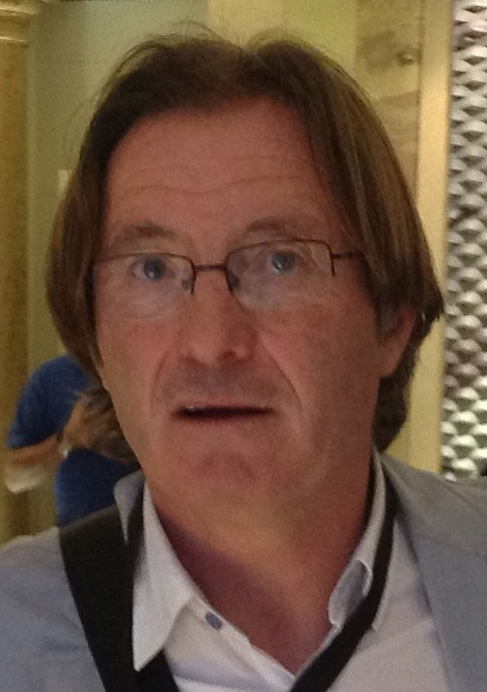
Juan Antonio Anquela (ici en 2012) lance Munir en Liga 2 en 2014.

Il dispute son premier match le 11 septembre 2014 face au CD Leganés (match nul, 1-1). Il dispute la saison 2014-2015 en étant un élément indispensable du club, disputant au total 25 matchs de championnat, deux matchs en Coupe d'Espagne et reçoit ses deux premières sélections en sélection marocaine. Il termine la saison à la 12e place du classement du championnat, qui est remporté par le Real Betis.
Lors de la saison 2015-2016, il dispute 35 matchs de championnat et commence à voyager régulièrement au Maroc lors des trêves internationaux pour représenter son pays. Son club termine à la 10e place du classement du championnat. Cependant, lors de cette saison, Munir ne participe pas à la Coupe d'Espagne.
Sa saison 2016-2017 est freinée à la suite d'une blessure endurée lors d'un match de championnat. Il comptabilise ainsi seulement treize matchs. Sa blessure est palliée par son concurrent Aitor Fernández. Moins étincellante lors de cette saison, le CD Numancia termine le championnat à la 17e place du championnat, à quelques points d'une relégation.
En novembre 2017, il perd définitivement sa place de titulaire après avoir rejoint l'équipe du Maroc malgré une interdiction du club. Auteur d'un seul match cette saison (une titularisation en janvier 2018 pour affronter le Real Madrid en Coupe d'Espagne), son contrat prend fin en juin de la saison 2017-2018, juste avant sa participation à la Coupe du monde 2018. Il devient d'ailleurs le premier joueur de l'histoire du CD Numancia à participer à une Coupe du monde. Son club termine à la 6e place du championnat, qui est remporté par le Rayo Vallecano.

#### Deux saisons au Málaga CF (2018-2020)
Le 19 juillet 2018, soit quelques jours après la Coupe du monde 2018, Munir El Kajoui s'engage pour quatre saisons avec le Málaga CF où il rejoint ses coéquipiers de sélection Youssef En-Nesyri, mais aussi ses compatriotes Abdel Abqar et Badr Boulahroud,. Il s'installe ainsi à Benalmádena dans la Costa del Sol. Il rejoint un effectif entraîné par Juan Ramón López Muñiz et d'une défense composée de Pau Torres et Luis Hernández. Munir hérite ainsi du no 1. Arrivé au sein d'une Albicelestes qui vient d'être relégué, Munir évolue lors de la saison 2018-2019 en deuxième division espagnole.

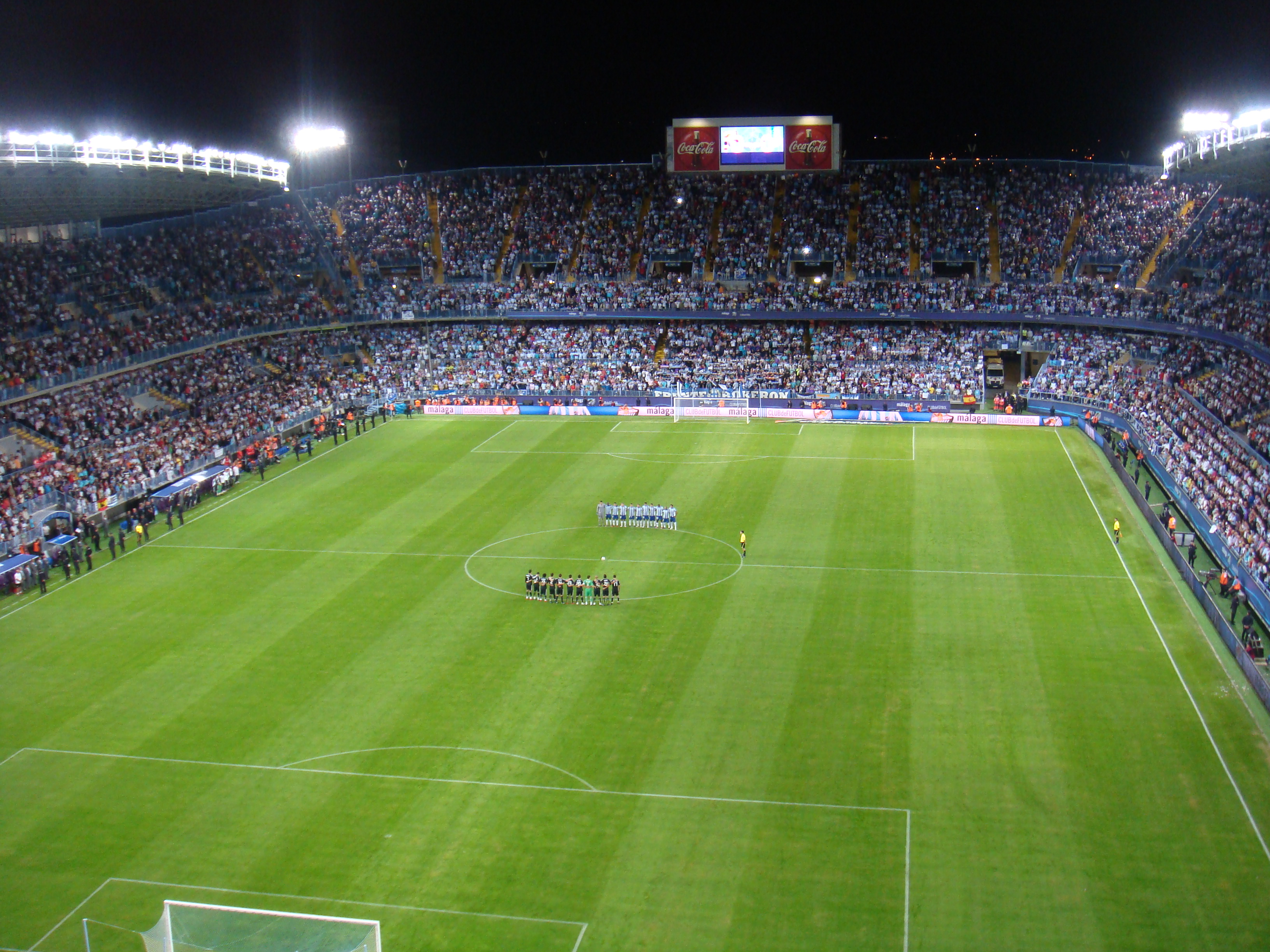
Munir dispute ses matchs à domicile au Stade de La Rosaleda entre 2018 et 2020.

Le 18 août 2018, il dispute son premier match en championnat face au CD Lugo (victoire, 1-2). Il dispute 36 matchs en deuxième division espagnole, soit, la quasi-totalité des matchs ainsi que deux matchs en Coupe d'Espagne. Il termine sa première saison à la troisième place du classement de la deuxième division espagnole après l'Osasuna et le Grenade CF et rate de justesse la montée en première division et finit avec une statistique moyenne de 30 buts encaissés en 36 matchs.
Lors de la saison 2019-2020, il est l'auteur d'une saison réussi individuellement avec seulement 23 buts encaissés en 28 matchs de championnat ce qui fait de lui le vainqueur du Trophée Zamora de la deuxième division,. Cependant, son équipe termine la saison à la 14e place du classement de la deuxième division espagnole.

#### Hatayspor: Première expérience à l'étranger (2020-2022)
Le 5 septembre 2020, il signe un contrat de quatre ans au Hatayspor, club promu en Süper Lig,,. Il est accueilli par l'entraîneur Ömer Erdoğan qui fait de Munir le gardien principal, lui octroyant le no 1.
Le 14 septembre 2020, il dispute son premier match en Süper Lig face à l'Istanbul Başakşehir FK (victoire, 2-0). Le 6 janvier 2021, il reçoit un carton rouge à la 43e minute lors d'un match de championnat face au Gençlerbirliği SK après une faute grossière sur un adversaire (défaite, 3-1). Le 1er mai 2021, Munir dispute sa pire rencontre en championnat turc, encaissant un nombre de sept buts contre le Beşiktaş JK (défaite, 7-0). Le 8 mai 2021, à l'occasion d'un match de championnat contre le Denizlispor, il arrête à la 35e minute un penalty de Hugo Rodallega (victoire, 1-0). Munir termine sa première saison en Turquie avec 37 matchs en championnat et son équipe termine à la sixième place de Süper Lig.
Lors de la saison 2021-2022, il est rejoint par son compatriote en sélection Ayoub El Kaabi qui s'engage au club en début de saison. Munir dispute également 34 matchs en Süper Lig et un match en Coupe de Turquie. Auteur d'une saison moins étincellante que la précédente, le Hatayspor termine la saison à la 12e place du classement du championnat, qui est remporté par Trabzonspor.

#### Fin de carrière à Al-Wehda FC (2022-2024)
Le 13 juin 2022, Munir El Kajoui s'engage pour trois saisons à Al-Wehda FC, club promu en Saudi Pro League et basé à La Mecque,. Il hérite du no 1 sous la houlette de l'entraîneur Bruno Akrapovic (en). Par la même occasion il rejoint son coéquipier en sélection Fayçal Fajr ainsi que d'autres internationaux tels que Gerson Rodrigues ou encore Óscar Duarte.
Le 27 août 2022, il dispute son premier match avec le club face à Al-Nassr Riyad (défaite, 1-0). Le 8 septembre 2022, il participe à sa première victoire avec le club face à Abha SC (victoire, 1-0). En octobre 2022, le championnat saoudien est mis à l'arrêt pour les préparations de l'équipe nationale de l'Arabie saoudite en Coupe du monde 2022. Munir El Kajoui prend alors son envol vers Rabat pour se préparer physiquement à la Coupe du monde 2022 dans le Centre sportif de Maâmora à Salé. Après avoir atteint les demi-finales de la compétition avec sa sélection, il retourne dans son club en janvier 2023. Le 24 avril 2023, il réalise une remarquable prestation en demi-finale de la Coupe d'Arabie saoudite face à l'Al-Nassr Riyad de Cristiano Ronaldo, effectuant quatre parades spectaculaires face au Portugais,. Il se qualifie ainsi en finale de la Coupe d'Arabie saoudite en affrontant l'Al-Hilal FC.

#### RS Berkane (depuis 2024)
Le 2 juillet 2024, il s'engage pour deux saisons à la RS Berkane pour devenir le gardien numéro un du club.

### Carrière internationale
Munir El Kajoui naît en Espagne et possède uniquement la nationalité espagnole. Jouant en LaLiga 2, il ne reçoit aucun intérêt de la part de la Fédération royale espagnole de football à cause d'une riche réserve de gardiens que possède l'équipe d'Espagne. Cependant, la sélection marocaine est composé de gardiens tels que Abdelali Mhamdi, Yassine Bounou et Mohamed Amsif, augmentant les chances à Munir de porter les couleurs du Maroc.

En 2014, il parvient à obtenir la nationalité marocaine.

#### Débuts sous la houlette de Badou Zaki (2015-2016)
En mars 2015, il reçoit sa première convocation en sélection marocaine, entraînée par Badou Zaki. Il prend ainsi part à un match amical du Maroc contre l'Uruguay en étant titularisé le 28 mars 2015 au Stade Adrar d'Agadir. Trois mois plus tard, lors de la trêve internationale de juin 2015, il est de nouveau appelé pour affronter la Libye dans le cadre des qualifications à la Coupe d'Afrique 2017 (victoire, 1-0). Dans le courant de l'année 2015, Munir devient un élément indispensable et est régulièrement appelé lors de chaque trêve internationale pour être titularisé face à n'importe quel type d'adversaire. Après une défaite face à la Côte d'Ivoire le 9 octobre 2015 et un match nul face à la Guinée trois jours plus tard au Stade Adrar, Badou Zaki est limogé de son poste de sélectionneur après de multiples mauvais résultats.
Le 16 février 2016, Hervé Renard est nommé nouveau sélectionneur du Maroc. Sous le sélectionneur français, Munir El Kajoui porte le no 12 et enchaîne les matchs en tant que titulaire dans la campagne des qualifications de la Coupe du monde 2018 avec comme doublure Yassine Bounou et Anas Zniti.

#### Première participation à la CAN (2016-2017)
En mars 2016, il est appelé par le nouveau sélectionneur Hervé Renard pour une double confrontation contre le Cap-Vert dans le cadre des qualifications à la Coupe d'Afrique 2017. Il dispute les matchs aller-retour en étant titularisé, parvenant à enchaîner deux clean-sheets (victoire à l'aller, 0-1 et victoire au retour, 2-0). Il participe à un rassemblement en pleine reconstruction, avec des nouveaux éléments tels que Hakim Ziyech et Oussama Tannane. Il retourne en juin pour l'avant dernier match de qualification contre la Libye (match nul, 1-1). Quelques jours plus tard, il participe également à un match amical à Scutari en Albanie (match nul, 0-0). En septembre 2016, les Marocains se qualifient à la CAN 2017 après une victoire à domicile face au Sao Tomé-et-Principe (victoire, 2-0), avec son concurrent Yassine Bounou dans les cages.
En octobre 2016, il est appelé pour disputer le troisième match de qualification au prochain Mondial face au Gabon, parvenant à réaliser un clean-sheet  au Stade de Franceville (match nul, 0-0). Absent lors du deuxième match de cette trêve internationale face au Canada dans le cadre d'un match amical, il retourne en novembre pour affronter la Côte d'Ivoire, réalisant une deuxième fois d'affilée un clean-sheet (match nul, 0-0).
En décembre 2016, Munir El Kajoui figure sur la liste de Hervé Renard pour disputer la Coupe d'Afrique des nations 2017 au Gabon dans un groupe composé de la République démocratique du Congo, du Togo et de la Côte d'Ivoire. En janvier 2017, il participe aux préparations de la Coupe d'Afrique 2017 et notamment à un match amical face à la Finlande (défaite, 0-1), à quelques jours du début de la compétition. Titularisé dans les trois premiers matchs de poule face à la République démocratique du Congo (défaite, 1-0), le Togo (victoire, 3-1) et la Côte d'Ivoire (victoire, 1-0), il se qualifie en quarts de finale de la compétition,,. Il est éliminé en quarts de finale face à l'Égypte de Mohamed Salah (défaite, 1-0),,. Cette compétition permet à Hervé Renard de découvrir son gardien principal pour construire l'avenir de la sélection, dont il se servira tout au long de sa période en tant que sélectionneur du Maroc.

#### Coupe du monde 2018 et CAN 2019: Première expérience au Mondial et gardien remplaçant en Afrique (2017-2019)
Après une sortie précoce en Coupe d'Afrique des nations de 2017, les hommes de Hervé Renard sont apprêtés à disputer des matchs amicaux pour préparer les qualifications de la Coupe du monde 2018. En mars 2017, Munir El Kajoui dispute deux matchs amicaux : un face au Burkina Faso (victoire, 2-0) et un autre face aux Pays-Bas (défaite, 1-2), avant d'entamer dans la foulée, le premier match de qualification de la Coupe d'Afrique 2019 face au Cameroun (défaite, 1-0).
Munir El Kajoui est l'auteur de sa meilleure performance de sa carrière lors des qualifications de la Coupe du monde 2018, parvenant à réaliser des clean-sheets d'affilée en septembre face au Mali (aller : victoire, 6-0 et retour : match nul, 0-0) et en octobre contre le Gabon (victoire, 3-0). Le 11 novembre 2017, un match nul ou une victoire contre la Côte d'Ivoire au Stade Félix-Houphouët-Boigny d'Abidjan qualifiera le Maroc en Coupe du monde 2018,,. En cas de victoire ivoirienne, c'est la Côte d'Ivoire qui ira en Coupe du monde. Munir El Kajoui est aligné dans le onze de titulaires et réalise un énième clean-sheet, pendant que ses coéquipiers Nabil Dirar et Mehdi Benatia inscrivent les deux buts marocains (victoire, 0-2).
Dans les qualifications de la Coupe du monde 2018, il est le seul gardien au monde à n'avoir encaissé aucun but. Après avoir enchaîné les matchs dans la campagne des qualifications à la Coupe du monde, il finit par se qualifier et sélectionné dans la compétition parmi les 23 noms,,. En Coupe du monde 2018, il est le seul joueur de deuxième division espagnole actif dans la compétition.
Son premier match en Coupe du monde 2018 face à l'Iran se solde sur une défaite d'un à zéro sur un but contre son camp de son coéquipier Aziz Bouhaddouz à la 95e minute,,. Il est éliminé de la compétition lors du deuxième match qui oppose les Lions de l'Atlas face au Portugal, sur un but marqué par Cristiano Ronaldo (défaite, 1-0),,. Son dernier match face à l'Espagne se solde sur un match nul de 2-2,. Il déclare après ce match : « Ce Mondial a été cruel pour nous. ». Il poursuit : « La plupart d'entre nous ont joué en Europe et l'équipe a montré un grand niveau qui peut rivaliser avec n'importe quelle équipe (...) Au final, ce qui compte c'est le résultat. ».

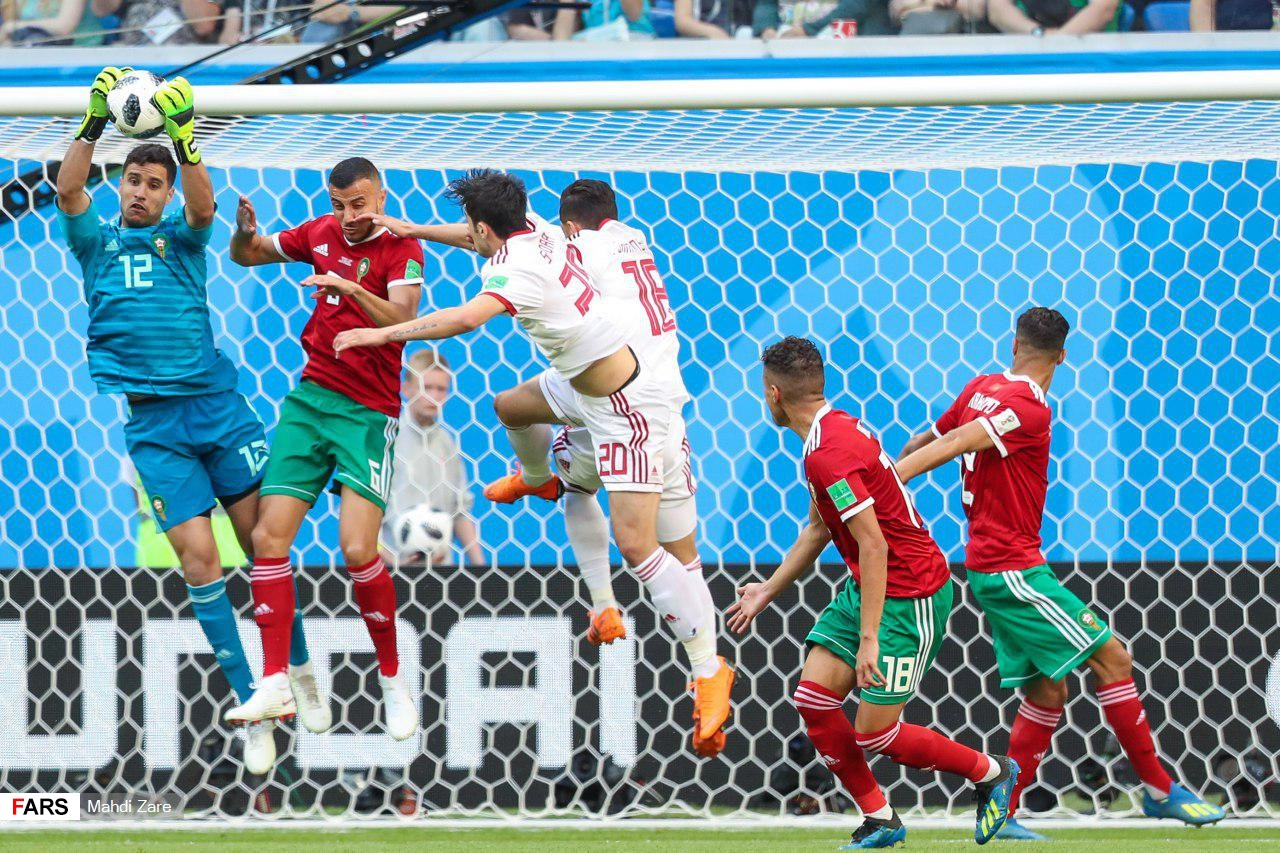
Munir réalisant une prise de balle face à l'Iran.
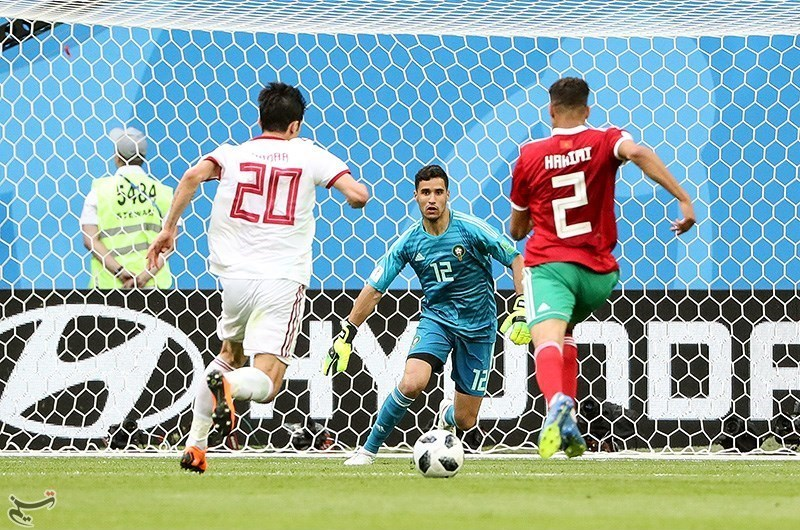
Munir s'apprêtant à faire une parade face à Sardar Azmoun (no 20).
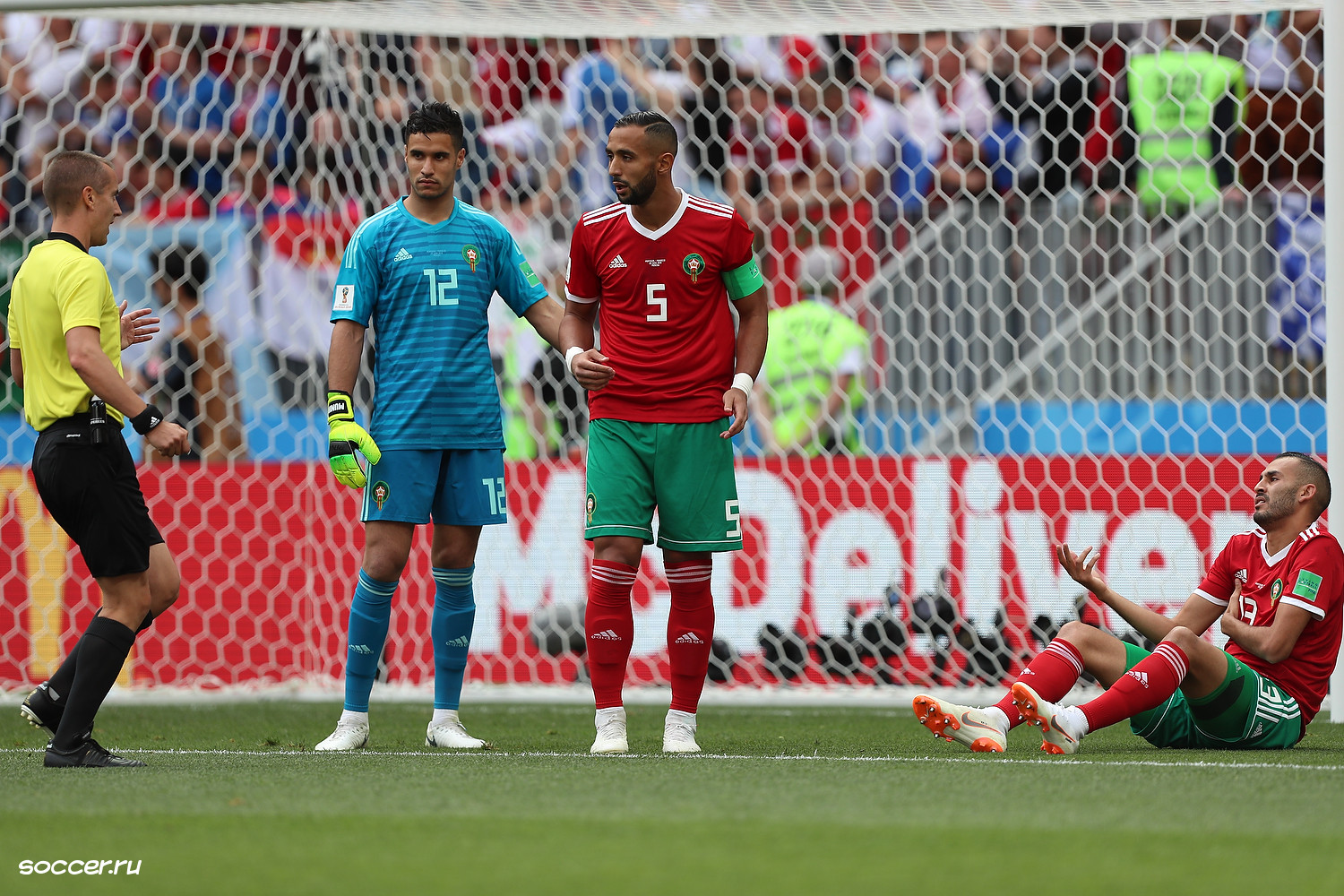
Munir séparant Mehdi Benatia (no 5) de l'arbitre Mark Geiger lors du match contre le Portugal.
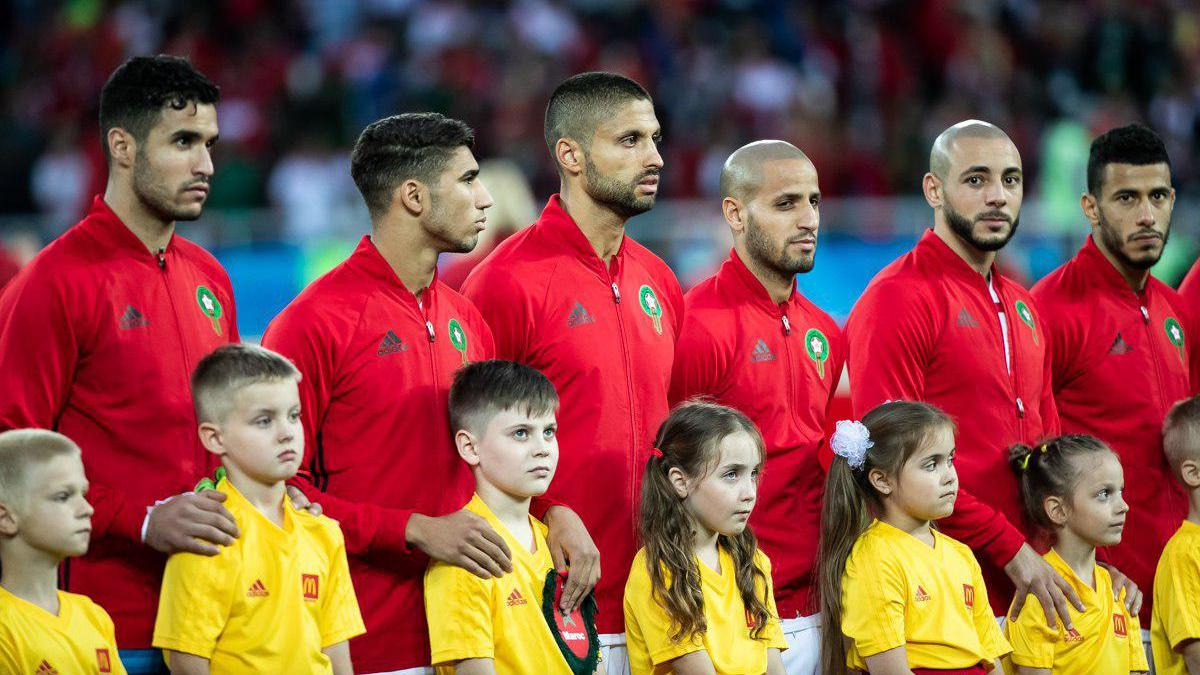
Munir (premier à gauche) lors de l'hymne national du Maroc contre l'Espagne.

Après cette mauvaise expérience en Coupe du monde, il dispute directement les qualifications à la CAN 2019 et est titularisé en octobre 2018 face aux Comores (match nul, 2-2). Titulaire le 20 novembre 2018 en amical face à la Tunisie (victoire, 0-1), il reçoit pour la première fois le brassard de capitaine le 22 mars 2019 à l'occasion d'un match de qualification à la Coupe d'Afrique 2019 face au Malawi, réalisant son deuxième clean-sheet d'affilée (match nul, 0-0). Lors des préparations de la Coupe d'Afrique 2019, Hervé Renard intègre régulièrement Yassine Bounou dans le onze de titulaire grâce à ses prestations de haut niveau en Liga et parvient à faire de remarquables prestations.
En juin 2019, il figure sur la liste des joueurs sélectionnés pour participer à la Coupe d'Afrique des nations 2019. Cependant, Hervé Renard prend une décision stricte en faisant passer son concurrent Yassine Bounou en tant que premier gardien. Le 23 juin 2019, il manque son premier match de Coupe d'Afrique face à la Namibie (victoire, 1-0) à la suite de la titularisation de Yassine Bounou. Il retourne dans le onze de titulaire lors du troisième match pour une victoire qui se solde sur le score de 1-0 face à l'Afrique du Sud. Qualifié en huitièmes de finale d'une CAN, les Marocains sont éliminés par le Bénin après une séance de tirs au but (défaite, 2-5 aux t.a.b.),. Quelques jours après la désillusion du Maroc lors de cette CAN, le 21 juillet 2019, Hervé Renard présente sa démission au sein de la fédération marocaine.

#### Remplaçant de Yassine Bounou sous Vahid Halilhodžić et CAN 2021 (2019-2022)
Le 15 août 2019, Vahid Halilhodžić est présenté par le président Fouzi Lekjaa comme le nouveau sélectionneur de l'équipe du Maroc,. Le sélectionneur bosnien mise sa confiance sur Yassine Bounou et l'utilise en tant qu'élément clé de l'équipe du Maroc.
En octobre et novembre 2019, le Maroc dispute plusieurs matchs amicaux. Le sélectionneur donne l'occasion à Munir El Kajoui de se démarquer face au Burkina Faso (match nul, 1-1), au Niger (victoire, 1-0) et le Gabon (défaite, 2-3). La pandémie de Covid-19 met en arrêt le football international pour la durée d'un an. Le 13 octobre 2020, Munir El Kajoui retourne sur le terrain sous les couleurs du Maroc à l'occasion d'un match amical face à la République démocratique du Congo (match nul, 1-1). Le 25 mars 2021, le Maroc se qualifie automatiquement à la CAN 2021 après un match nul de 0-0 contre la Mauritanie. L'équipe du Maroc termine à la première place de son groupe composée de la Mauritanie, du Burundi et de la République centrafricaine. Les matchs de qualification à la CAN 2021 sont disputés par Yassine Bounou. Déjà qualifiés, Munir El Kajoui reçoit une seule fois l'occasion de disputer un match de qualification le 30 mars 2021 face au Burundi, réalisant ainsi un clean-sheet (victoire, 1-0).
Le 23 décembre 2021, il figure officiellement dans la liste des 28 joueurs sélectionnés de Vahid Halilhodžić pour la Coupe d'Afrique des nations 2021 au Cameroun,. Il reçoit une seule titularisation, le 18 janvier 2022 à l'occasion du troisième match de poule face au Gabon (match nul, 2-2). En quarts de finale, Munir est testé positif au COVID-19 et est contraint de s'absenter contre l'Égypte. L'équipe du Maroc est éliminée en quarts de finale face à l'Égypte (défaite, 2-1),,.
Le 17 mars 2022, il est sélectionné par Vahid Halilhodžić pour une double confrontation contre la République démocratique du Congo comptant pour les éliminatoires de la Coupe du monde 2022,. Le 25 mars 2022, il figure sur le banc des remplaçants à l'occasion du match aller à Kinshasa (match nul, 1-1). Lors du match retour à Casablanca, il débute sur le banc et remplace Yassine Bounou à la 43e minute à la suite d'une blessure au visage du gardien titulaire. Le match se solde sur une victoire de 4-1, validant ainsi le ticket pour la Coupe du monde 2022 au Qatar,. En Coupe du monde 2022, Munir El Kajoui se retrouve dans un groupe composé de la Belgique, du Canada et de la Croatie.

#### Demi-finaliste en Coupe du monde 2022 au Qatar
Le 12 septembre 2022, il reçoit une convocation du nouveau sélectionneur du Maroc Walid Regragui pour un stage de préparation à la Coupe du monde 2022 à Barcelone et Séville pour deux confrontations amicales, notamment face au Chili et au Paraguay,. Le 21 septembre 2022, un match amical de dernière minute (hors-FIFA) est organisé au Complexe sportif Mohammed VI à Rabat face à l'équipe de Madagascar et dans lequel il est titularisé (victoire, 1-0). Cependant, il est mis sur le banc lors des deux matchs amicaux pour faire place à Yassine Bounou.

Composition de jeu entre le Maroc et la Belgique en Coupe du monde 2022.

Le 10 novembre 2022, il figure officiellement dans la liste des 26 joueurs sélectionnés par Walid Regragui pour prendre part à la Coupe du monde 2022 au Qatar. À la suite de sa présence dans la liste des joueurs convoqués, il déclare : « Pour moi, c'est une fierté de jouer ma deuxième Coupe du monde en tant que représentant de mon pays. Nous voulons continuer à écrire l'histoire. ». Yassine Bounou est le gardien titulaire lors du premier match de la compétition face à la Croatie. Atteint de vertiges, celui-ci cède sa place à El Kajoui juste avant le début du match suivant pour disputer 90 minutes contre la Belgique (victoire, 0-2),. Les Marocains parviennent à sortir de la poule en étant classé premiers de leur groupe. Le Maroc est cependant qualifié en huitièmes de finale face à l'Espagne grâce à une victoire sur séance de tirs au but (victoire, 3-0) et tombe face au Portugal, face auquel les Marocains remportent le match sur le score de un à zéro. En demi-finale, les Marocains sont éliminés par la France sur le score de 2-0.
Le 20 décembre 2022, à l'occasion de son retour du Qatar, il est invité avec ses coéquipiers au Palais royal de Rabat par le roi Mohammed VI, le prince Hassan III et Moulay Rachid pour être officiellement décoré Ordre du Trône, héritant du grade d'officier,,,.

#### Coupe d'Afrique 2023: Aucune minute disputée
Le 25 mars 2023, les Marocains font leur retour à domicile et sont accueillis par 65 000 supporters au Stade Ibn-Batouta de Tanger à l'occasion d'un match amical face au Brésil, auquel Yassine Bounou est titularisé (victoire, 2-1),,. Munir reste sur le banc pendant les 90 minutes. Cette victoire du Maroc entre dans l'histoire et l'équipe du Maroc devient la première équipe arabe de l'histoire à battre le Brésil. Ce match bat également une audience record au sein de la population marocaine locale avec au moins 10 millions de téléspectateurs,.
Le 28 décembre 2023, il est retenu dans la liste des vingt-sept joueurs marocains sélectionnés par Walid Regragui pour disputer la Coupe d'Afrique des nations 2023 (CAN 2023),,. Munir El Kajoui, bien que membre de l'équipe, ne participe à aucun match durant la CAN 2023, Yassine Bounou étant privilégié au poste de gardien de but. Cette stratégie contribue à l'avancée de l'équipe marocaine jusqu'aux huitièmes de finale de la compétition.
Le 4 juillet 2024, il est sélectionné par Tarik Sektioui dans une liste de 22 joueurs avec le Maroc olympique pour prendre part aux Jeux olympiques 2024,. Choisit comme premier gardien, devant Rachid Ghanimi, il dispute la totalité des matchs et sort à la porte des demi-finales contre l'Espagne olympique au Stade Vélodrome de Marseille (défaite, 1-2). Le Maroc écrase l'Égypte (6-0) lors du match pour la troisième place, lui permettant d'être médaillé de bronze.

## Style de jeu
Munir El Kajoui dit avoir été inspiré de la carrière de Badou Zaki, ancien gardien international marocain et premier sélectionneur à l'avoir appelé en sélection marocaine. Il déclare : « Badou Zaki a toujours été une icône pour moi. C'est le meilleur gardien de l'histoire du football marocain. J'ai beaucoup appris de lui et fier de mon expérience avec lui. C'était quelque chose de sublime et incroyable d'avoir pu travailler avec lui. ». Lorsqu'il est jeune, il favorise également les gardiens Khalid Fouhami et Gianluigi Buffon.
Le style de jeu de Munir El Kajoui est souvent décrit comme étant sûr et fiable, malgré le fait de ne jamais avoir évolué dans un grand championnat d'Europe. Il est capable de réaliser des arrêts spectaculaires grâce à ses réflexes et sa capacité à bien se positionner, mais il est également très concentré et attentif à la défense de son équipe. Munir est un gardien qui a une grande présence dans sa surface de réparation et qui n'hésite pas à sortir pour intercepter les ballons ou pour apporter un soutien à sa défense. Il se distingue par sa solvabilité dans les airs, basée sur sa hauteur de 1,90 mètre.
Il est également connu pour sa capacité à communiquer avec ses coéquipiers sur le terrain et pour son leadership. Munir est aussi un gardien  but très performant en matière de clean sheets, c'est-à-dire le fait de ne pas encaisser de buts lors d'un match. Au cours de sa carrière, il a enregistré de nombreux clean sheets, que ce soit avec son club ou avec l'équipe du Maroc.

## Statistiques

### Statistiques en club
| Saison                | Club                  | Championnat           | Championnat | Championnat | Championnat | Coupe(s) nationale(s) | Coupe(s) nationale(s) | Coupe(s) nationale(s) | Compétition(s) continentale(s) | Compétition(s) continentale(s) | Compétition(s) continentale(s) | Compétition(s) continentale(s) | Maroc | Maroc | Maroc | Total | Total | Total |
| Saison                | Club                  | Division              | M.          | B.          | P.d.        | M.                    | B.                    | P.d.                  | Comp.                          | M.                             | B.                             | P.d.                           | M.    | B.    | P.d.  | M.    | B.    | P.d.  |
| 2014-2015             | CD Numancia           | LaLiga2               | 25          | 0           | 0           | 2                     | 0                     | 0                     | -                              | -                              | -                              | -                              | 2     | 0     | 0     | 29    | 0     | 0     |
| 2015-2016             | CD Numancia           | LaLiga2               | 35          | 0           | 0           | 0                     | 0                     | 0                     | -                              | -                              | -                              | -                              | 7     | 0     | 0     | 42    | 0     | 0     |
| 2016-2017             | CD Numancia           | LaLiga2               | 13          | 0           | 0           | 0                     | 0                     | 0                     | -                              | -                              | -                              | -                              | 9     | 0     | 0     | 22    | 0     | 0     |
| 2017-2018             | CD Numancia           | LaLiga2               | 1           | 0           | 0           | 0                     | 0                     | 0                     | -                              | -                              | -                              | -                              | 11    | 0     | 0     | 12    | 0     | 0     |
| Sous-total            | Sous-total            | Sous-total            | 74          | 0           | 0           | 2                     | 0                     | 0                     | -                              | 0                              | 0                              | 0                              | 29    | 0     | 0     | 105   | 0     | 0     |
| 2018-2019             | Málaga CF             | LaLiga2               | 36          | 0           | 0           | 2                     | 0                     | 0                     | -                              | -                              | -                              | -                              | 4     | 0     | 0     | 42    | 0     | 0     |
| 2019-2020             | Málaga CF             | LaLiga2               | 38          | 0           | 0           | 0                     | 0                     | 0                     | -                              | -                              | -                              | -                              | 3     | 0     | 0     | 41    | 0     | 0     |
| Sous-total            | Sous-total            | Sous-total            | 74          | 0           | 0           | 2                     | 0                     | 0                     | -                              | 0                              | 0                              | 0                              | 7     | 0     | 0     | 83    | 0     | 0     |
| 2020-2021             | Hatayspor             | Süper Lig             | 37          | 0           | 0           | 0                     | 0                     | 0                     | -                              | -                              | -                              | -                              | 3     | 0     | 0     | 40    | 0     | 0     |
| 2021-2022             | Hatayspor             | Süper Lig             | 34          | 0           | 0           | 1                     | 0                     | 0                     | -                              | -                              | -                              | -                              | 2     | 0     | 0     | 37    | 0     | 0     |
| Sous-total            | Sous-total            | Sous-total            | 71          | 0           | 0           | 1                     | 0                     | 0                     | -                              | 0                              | 0                              | 0                              | 5     | 0     | 0     | 77    | 0     | 0     |
| 2022-2023             | Al-Wehda FC           | Saudi Pro League      | 22          | 0           | 0           | 3                     | 0                     | 0                     | -                              | -                              | -                              | -                              | 3     | 0     | 0     | 28    | 0     | 0     |
| 2023-2024             | Al-Wehda FC           | Saudi Pro League      | 27          | 0           | 0           | 3                     | 0                     | 0                     | -                              | -                              | -                              | -                              | -     | -     | -     | 30    | 0     | 0     |
| Sous-total            | Sous-total            | Sous-total            | 49          | 0           | 0           | 6                     | 0                     | 0                     | -                              | 0                              | 0                              | 0                              | 3     | 0     | 0     | 58    | 0     | 0     |
| 2024-2025             | RS Berkane            | Botola Pro            | 5           | 0           | 0           | 1                     | 0                     | 0                     | -                              | -                              | -                              | -                              | 3     | 0     | 0     | 9     | 0     | 0     |
| Total sur la carrière | Total sur la carrière | Total sur la carrière | 274         | 0           | 0           | 12                    | 0                     | 0                     | -                              | 0                              | 0                              | 0                              | 49    | 0     | 0     | 335   | 0     | 0     |

### En sélection
| Matchs internationaux de Munir | Matchs internationaux de Munir | Matchs internationaux de Munir                               | Matchs internationaux de Munir | Matchs internationaux de Munir | Matchs internationaux de Munir | Matchs internationaux de Munir    | Matchs internationaux de Munir |
| 0                              | Date                           | Lieu                                                         | Adversaire                     | Score                          | Résultats                      | Compétitions                      |                                |
| ------------------------------ | ------------------------------ | ------------------------------------------------------------ | ------------------------------ | ------------------------------ | ------------------------------ | --------------------------------- | ------------------------------ |
| 1                              | 28 mars 2015                   | Stade Adrar, Agadir, Maroc                                   | Uruguay                        | —                              | 0-1                            | Match amical                      |                                |
| 2                              | 12 juin 2015                   | Stade Adrar, Agadir, Maroc                                   | Libye                          | —                              | 1-0                            | Qualifications à la CAN 2017      |                                |
| 3                              | 5 septembre 2015               | Estádio Nacional 12 de Julho, São Tomé, Sao Tomé-et-Principe | Sao Tomé-et-Principe           | —                              | 0-3                            | Qualifications à la CAN 2017      |                                |
| 4                              | 9 octobre 2015                 | Stade Adrar, Agadir, Maroc                                   | Côte d'Ivoire                  | —                              | 0-1                            | Match amical                      |                                |
| 5                              | 12 novembre 2015               | Stade Adrar, Agadir, Maroc                                   | Guinée équatoriale             | —                              | 2-0                            | Éliminatoires Coupe du monde 2018 |                                |
| 6                              | 15 novembre 2015               | Stade Nkoantoma, Bata, Guinée équatoriale                    | Guinée équatoriale             | —                              | 1-0                            | Éliminatoires Coupe du monde 2018 |                                |
| 7                              | 26 mars 2016                   | Estádio Nacional de Cabo Verde, Praia, Cap-Vert              | Cap-Vert                       | —                              | 0-1                            | Qualifications à la CAN 2017      |                                |
| 8                              | 29 mars 2016                   | Grand Stade de Marrakech, Marrakech, Maroc                   | Cap-Vert                       | —                              | 2-0                            | Qualifications à la CAN 2017      |                                |
| 9                              | 3 juin 2016                    | Stade olympique de Radès, Radès, Tunisie                     | Libye                          | —                              | 1-1                            | Qualifications à la CAN 2017      |                                |
| 10                             | 31 août 2016                   | Stade Loro-Boriçi, Shkodër, Albanie                          | Albanie                        | —                              | 0-0                            | Match amical                      |                                |
| 11                             | 8 octobre 2016                 | Stade de Franceville, Franceville, Gabon                     | Gabon                          | —                              | 0-0                            | Éliminatoires Coupe du monde 2018 |                                |
| 12                             | 12 novembre 2016               | Grand Stade de Marrakech, Marrakech, Maroc                   | Côte d'Ivoire                  | —                              | 0-0                            | Éliminatoires Coupe du monde 2018 |                                |
| 13                             | 9 janvier 2017                 | Stade Tahnoun bin Mohammed, Al-Aïn, Émirats arabes unis      | Finlande                       | —                              | 0-1                            | Match amical (non-FIFA)           |                                |
| 14                             | 16 janvier 2017                | Stade d'Oyem, Oyem, Gabon                                    | RD Congo                       | —                              | 1-0                            | Coupe d'Afrique 2017              |                                |
| 15                             | 20 janvier 2017                | Stade d'Oyem, Oyem, Gabon                                    | Togo                           | —                              | 3-1                            | Coupe d'Afrique 2017              |                                |
| 16                             | 24 janvier 2017                | Stade d'Oyem, Oyem, Gabon                                    | Côte d'Ivoire                  | —                              | 1-0                            | Coupe d'Afrique 2017              |                                |
| 17                             | 29 janvier 2017                | Stade de Port-Gentil, Port-Gentil, Gabon                     | Égypte                         | —                              | 1-0                            | Coupe d'Afrique 2017              |                                |
| 18                             | 24 mars 2017                   | Grand Stade de Marrakech, Marrakech, Maroc                   | Burkina Faso                   | —                              | 2-0                            | Match amical                      |                                |
| 19                             | 31 mai 2017                    | Stade Adrar, Agadir, Maroc                                   | Pays-Bas                       | —                              | 1-2                            | Match amical                      |                                |
| 20                             | 10 juin 2017                   | Stade Ahmadou-Ahidjo, Yaoundé, Cameroun                      | Cameroun                       | —                              | 1-0                            | Qualifications à la CAN 2019      |                                |
| 21                             | 1er septembre 2017             | Complexe sportif Moulay-Abdallah, Rabat, Maroc               | Mali                           | —                              | 6-0                            | Éliminatoires Coupe du monde 2018 |                                |
| 22                             | 5 septembre 2017               | Stade du 26 Mars, Bamako, Mali                               | Mali                           | —                              | 0-0                            | Éliminatoires Coupe du monde 2018 |                                |
| 23                             | 7 octobre 2017                 | Stade Mohammed-V, Casablanca, Maroc                          | Gabon                          | —                              | 3-0                            | Éliminatoires Coupe du monde 2018 |                                |
| 24                             | 11 novembre 2017               | Stade Félix-Houphouët-Boigny, Abidjan, Côte d'Ivoire         | Côte d'Ivoire                  | —                              | 0-2                            | Éliminatoires Coupe du monde 2018 |                                |
| 25                             | 23 mars 2018                   | Stade olympique de Turin, Italie                             | Serbie                         | —                              | 1-2                            | Match amical                      |                                |
| 26                             | 27 mars 2018                   | Stade Mohammed-V, Casablanca                                 | Ouzbékistan                    | —                              | 2-0                            | Match amical                      |                                |
| 27                             | 31 mai 2018                    | Stade de Genève, Suisse                                      | Ukraine                        | —                              | 0-0                            | Match amical                      |                                |
| 28                             | 9 juin 2018                    | A. Le Coq Arena, Tallinn                                     | Estonie                        | —                              | 1-3                            | Match amical                      |                                |
| 29                             | 15 juin 2018                   | Stade Krestovski, Saint-Pétersbourg                          | Iran                           | —                              | 0-1                            | Coupe du monde 2018               |                                |
| 30                             | 20 juin 2018                   | Stade Loujniki, Moscou                                       | Portugal                       | —                              | 0-1                            | Coupe du monde 2018               |                                |
| 31                             | 25 juin 2018                   | Baltika Arena, Kaliningrad                                   | Espagne                        | —                              | 2-2                            | Coupe du monde 2018               |                                |
| 32                             | 16 octobre 2018                | Mitsamiouli, Comores                                         | Comores                        | —                              | 2-2                            | Qualifications à la CAN 2019      |                                |
| 33                             | 20 novembre 2018               | Radès, Tunisie                                               | Tunisie                        | —                              | 0-1                            | Match amical                      |                                |
| 34                             | 22 mars 2019                   | Stade Kamuzu, Malawi                                         | Malawi                         | —                              | 0-0                            | Qualifications à la CAN 2019      |                                |
| 35                             | 1er juillet 2019               | Stade de l'Académie militaire du Caire, Égypte               | Afrique du Sud                 | —                              | 1-0                            | Coupe d'Afrique 2019              |                                |
| 36                             | 6 septembre 2019               | Grand Stade de Marrakech                                     | Burkina Faso                   | —                              | 1-1                            | Match amical                      |                                |
| 37                             | 10 septembre 2019              | Grand Stade de Marrakech                                     | Niger                          | —                              | 1-0                            | Match amical                      |                                |
| 38                             | 15 octobre 2019                | Grand Stade de Tanger                                        | Gabon                          | —                              | 2-3                            | Match amical                      |                                |
| 39                             | 13 octobre 2020                | Complexe sportif Moulay-Abdallah, Rabat                      | RD Congo                       | —                              | 1-1                            | Match amical                      |                                |
| 40                             | 30 mars 2021                   | Complexe sportif Moulay-Abdallah, Rabat                      | Burundi                        | —                              | 1-0                            | Qualifications à la CAN 2021      |                                |
| 41                             | 12 juin 2021                   | Complexe sportif Moulay-Abdallah, Rabat                      | Burkina Faso                   | —                              | 1-0                            | Match amical                      |                                |
| 42                             | 18 janvier 2022                | Stade Ahmadou-Ahidjo, Yaoundé                                | Gabon                          | —                              | 2-2                            | Coupe d'Afrique 2021              |                                |
| 43                             | 29 mars 2022                   | Stade Mohammed-V, Casablanca                                 | RD Congo                       | —                              | 4-1                            | Éliminatoires Coupe du monde 2022 |                                |
| 44                             | 27 novembre 2022               | Stade Al-Thumama, Doha                                       | Belgique                       | —                              | 2-0                            | Coupe du monde 2022               |                                |
| 45                             | 12 juin 2023                   | Complexe sportif Moulay-Abdallah, Rabat                      | Cap-Vert                       | —                              | 0-0                            | Match amical                      |                                |
| 46                             | 17 juin 2023                   | FNB Stadium, Johannesbourg                                   | Afrique du Sud                 | —                              | 1-2                            | Éliminatoires de la CAN 2023      |                                |
| 47                             | 9 septembre 2024               | Stade Adrar, Agadir                                          | Lesotho                        | —                              | 0-1                            | Éliminatoires de la CAN 2025      |                                |
| 48                             | 12 octobre 2024                | Stade d'honneur d'Oujda, Oujda                               | Centrafrique                   | —                              | 5-0                            | Éliminatoires de la CAN 2025      |                                |
| 49                             | 15 octobre 2024                | Stade d'honneur d'Oujda, Oujda                               | Centrafrique                   | —                              | 0-4                            | Éliminatoires de la CAN 2025      |                                |
| 50                             | 9 juin 2025                    | Complexe sportif de Fès, Fès                                 | Bénin                          | —                              | 1-0                            | Match amical                      |                                |

### Matchs internationaux U23
Le tableau suivant liste les rencontres de l'équipe du Maroc U23 des catégories des jeunes dans lesquelles Munir El Kajoui a été sélectionné depuis le 24 juillet 2024.
| Catégorie | Date            | Lieu          | Adversaire | Résultat | Minutes | Compétition     | Buts | Passes | Capitaine | Club       |
| --------- | --------------- | ------------- | ---------- | -------- | ------- | --------------- | ---- | ------ | --------- | ---------- |
| Maroc U23 | 24 juillet 2024 | Saint-Étienne | Argentine  | 1 – 2    | 90 min  | Jeux olympiques | 0    | 0      | Non       | RS Berkane |
| Maroc U23 | 27 juillet 2024 | Saint-Étienne | Ukraine    | 2 – 1    | 90 min  | Jeux olympiques | 0    | 0      | Non       | RS Berkane |
| Maroc U23 | 30 juillet 2024 | Nice          | Irak       | 3 – 0    | 90 min  | Jeux olympiques | 0    | 0      | Non       | RS Berkane |
| Maroc U23 | 2 août 2024     | Paris         | États-Unis | 4 – 0    | 90 min  | Jeux olympiques | 0    | 0      | Non       | RS Berkane |
| Maroc U23 | 5 août 2024     | Marseille     | Espagne    | 2 – 1    | 90 min  | Jeux olympiques | 0    | 0      | Non       | RS Berkane |
| Maroc U23 | 8 août 2024     | Nantes        | Égypte     | 0 – 6    | 90 min  | Jeux olympiques | 0    | 0      | Non       | RS Berkane |

## Palmarès
Munir El Kajoui réalise une performance extraordinaire lors des qualifications de la Coupe du monde 2018. Il est le seul gardien au monde à n'avoir encaissé aucun but lors de ces qualifications, marquant ainsi son talent et sa contribution à l'équipe nationale.
De plus, Munir El Kajoui se distingue en remportant le titre de meilleur gardien du championnat d'Espagne de deuxième division en 2020, recevant le prestigieux Trophée Zamora.
 RS Berkane
- Botola Pro (1): 
  - Champion en 2024–25[142].
- Coupe de la confédération (1):
  - Vainqueur : 2024–25

 Al-Wehda FC
- Coupe du Roi des champions d'Arabie saoudite:
  - Finaliste en 2023[143].

 Maroc Olympique:
- Jeux olympiques:
  -  Bronze : 2024

### Distinctions personnelles
- Meilleur gardien de but du Championnat du Maroc en 2024–25.

## Décorations
- Officier de l'ordre du Trône — Le 20 décembre 2022, il est décoré officier de l'ordre du Wissam al-Arch[144] — ordre du Trône[145] — par le roi Mohammed VI au Palais royal de Rabat.

## Vie privée
Munir El Kajoui s'exprime en espagnol (langue maternelle), en rifain (langue maternelle) et couramment en arabe marocain.

### Documentaires et interviews
- [vidéo] كلنا مع الأسود - منير المحمدي - Munir Mohamedi, Al Aoula, 2018
- [vidéo] Dale Cancha Munir Mohand, Televisión Melilla (es), 2020
- [vidéo] Entretien exclusif: Munir Mohamedi répond aux questions de SNRTNews, Arryadia, 2022
- [vidéo] (ar) Série télévisée Dreamers diffusé en exclusivité sur Arryadia à partir du 6 juin 2023[146]